# Johann Daniel Riech
Johann Daniel Riech (* 16. November 1689 in Görlitz; † 7. November 1767) war zwischen 1738 und 1763 fast ausnahmslos alle zwei Jahre Görlitzer Bürgermeister. Er gründete die erste öffentliche Görlitzer Bibliothek.

## Leben
Johann Daniel Riech wurde in Görlitz als Sohn der Regina (geb. Wießner) und des angesehenen Tuchmachers Christian Riech geboren. Er bekam in Görlitz Hausunterricht und ging dann aufs Gymnasium, wo insbesondere auch der Rektor Samuel Grosser sein Lehrer war. 1708 ging er zum Studium nach Leipzig, 1712 auch in Jena und Wittenberg. 1713 wurde er Advokat der Regierung in Dresden und dann „Oberamtsadvokat“ in seiner Vaterstadt Görlitz. 1714 erwarb er den Doktor beider Rechte in Halle und wurde in Görlitz Ratsherr. 1720 war er Syndikus, 1723 Schöppe.
Am 26. August 1726 ernannte man ihn zum Bibliothecario, da Riech sich für eine öffentliche Bibliothek starkgemacht hatte. Sie wurde am 30. Dezember gleichen Jahres im Rathaus eröffnet. Am 2. Juni des darauffolgenden Jahres wurde der Grundstein für ein „Armen-, Waisen und Zuchthaus“ gelegt, das auch auf Riechs Initiative zurückging.
Seine Karriere als Görlitzer Bürgermeister begann im Jahr 1738 und war vom ständigen Wechsel mit seinem Kollegen Johann Wilhelm Gehler geprägt, mit dem er sich im Bürgermeisteramt jeweils für ein Jahr abwechselte.
Aus seiner im Jahr 1714 geschlossenen Ehe mit Johanna Christiana (geb. Böttger) sind folgende Kinder überliefert:
- Johann Christian (* 10. März 1718; † 30. März 1718)
- Daniel Gottlieb (* 5. März 1720 in Görlitz; † 29. Dezember 1779 ebenda), Jurist; blieb unverheiratet.[1]
- Carl Traugott (* 29. Januar 1721; † 17. Februar 1758), Jurist; heiratete am 29. April 1755 Gottfried Gerbers Tochter Christiana Sophie; starb kinderlos.
- Christiana Friederika (* 8. Juli 1727), heiratete am 29. April 1748 Traugott Leberecht Meißner. Töchter: Johanna Christiana (1776: ⚭ Karl Gottlob von Anton)[2] und Regina Friederika (1776: ⚭ Johann Gottlob Modrach).[3]

Erinnerung
Im Görlitzer Süden gibt es die Johann-Daniel-Riech-Straße.